# 2017 YE5
2017 YE5是一組直徑小於1公里的雙小行星的臨時編號。2018年6月8日，該組小行星是以距離地球只有16倍月球距離（6百萬公里）飛掠地球的阿波羅型小行星 ，這也是之後170年該組小行星最接近地球的距離。2017 YE5的成員小行星其質量大致相等，並且半徑都大約為0.9公里。2017 YE5的公轉周期約為4.74年（1,730日），並且成員小行星以週期20至24小時環繞兩者共同質心運轉。

## 發現
該組雙小行星於2017年12月由業餘天文學家克勞丁·林納和米歇爾·奧利使用摩洛哥卡迪·伊亚德大学的摩洛哥烏凱邁丁巡天望遠鏡（Morocco Oukaimeden Sky Survey Telescope，台長Benkhaldoun Zouhair）與萊蒙山巡天數據的觀測資料發現。天文學家使用金石太陽系雷達、阿雷西博天文台和綠岸望遠鏡以雙站雷達法對2017 YE5進行量測，確認系統中兩顆小行星的質量接近相等。

雙小行星雷達影像

小行星在太陽系內軌跡（動畫）。

## 外部連結
- 2017 YE5 at NeoDyS-2, Near Earth Objects—Dynamic Site
  - Ephemeris · Obs prediction · Orbital info · MOID · Proper elements · Obs info · Physical info · NEOCC
- NASA JPL小天體瀏覽器上的2017 YE5